# Kalevi Kotkas
Kalevi Kotkas (10. srpna 1913 – 24. srpna 1983) byl finský atlet, mistr Evropy ve skoku do výšky z roku 1934.
Startoval (bez medailového úspěchu) na olympiádách v letech 1932 a 1936 (4. místo). V roce 1934 se stal prvním mistrem Evropy ve skoku do výšky, na dalším evropském šampionátu skončil v této disciplíně druhý. Kromě skoku do výšky se věnoval také hodu diskem (byl sedmkrát finským rekordmanem, nejlépe výkonem 51,27 m).